# Macromitrium submucronifolium
Macromitrium submucronifolium là một loài Rêu trong họ Orthotrichaceae. Loài này được Müll. Hal. & Hampe mô tả khoa học đầu tiên năm 1855.